# Alan Fried

Zawodnik Oklahoma State Cowboys

Alan Fried (ur. 11 sierpnia 1971) – amerykański zapaśnik w stylu wolnym. Złoty medal na mistrzostwach panamerykańskich w 1993 i na mistrzostwach świata kadetów w 1991 roku. Walczył w MMA, jeden przegrany pojedynek w 1997 roku.
Zawodnik St. Edward High School z Lakewood i Oklahoma State University. Trzy razy All-American (1991, 1992, 1994) w NCAA Division I, pierwszy w 1994; drugi w 1991 i 1992 roku.